# Oberlausitzer Gedenkhalle

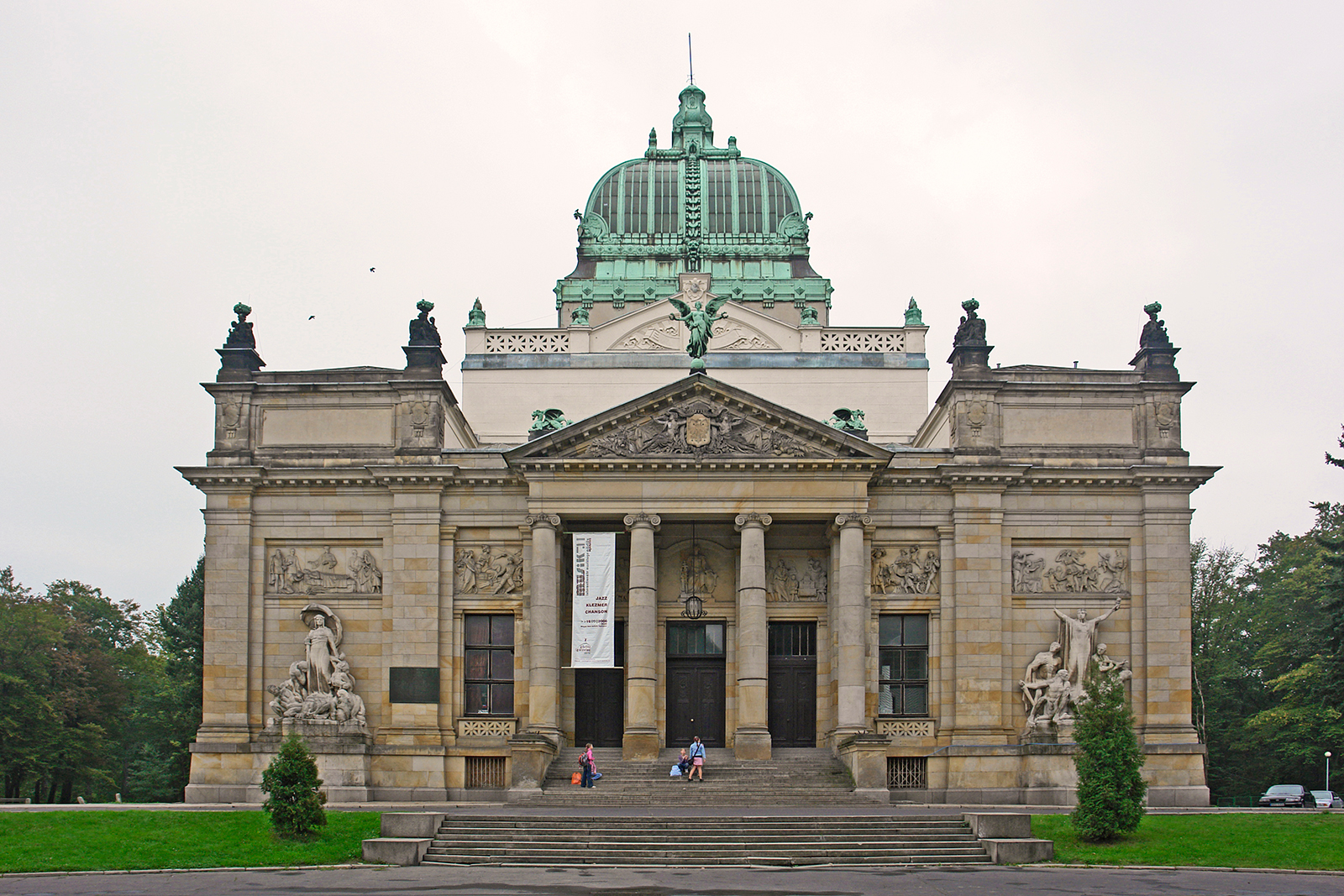
Frontansicht der Oberlausitzer Ruhmeshalle

Die Oberlausitzer Gedenkhalle (oft auch: Oberlausitzer Ruhmeshalle) entstand Anfang des 20. Jahrhunderts als Oberlausitzer Gedenkhalle mit Kaiser-Friedrich-Museum auf der rechten Neißeseite in Görlitz. Sie ist ein bedeutender Monumentalbau der wilhelminischen Zeit. Heute fungiert sie als Kulturhaus der Stadt Zgorzelec (Miejski Dom Kultury w Zgorzelcu).

## Entstehung

Die Ruhmeshalle in Görlitz um 1910

Die Vorschläge zur Errichtung einer Ruhmeshalle zu Ehren der beiden Kaiser Wilhelm I. und Friedrich III. reichen in deren Todesjahr, dem Dreikaiserjahr 1888 zurück. Zunächst konnten sich die Befürworter, voran Bürgermeister Johannes Heyne, mit ihrer Idee nicht durchsetzen. Die Errichtung eines Kaiserdenkmals durch den Bildhauer Johannes Pfuhl (enthüllt 1893) erhielt den Vorrang. Ein Komitee für die Ruhmeshalle blieb jedoch aktiv. Nach einer 1891/92 veranstalteten Lotterie und einer großen Anzahl von Spenden standen 1893 bereits 400.000 Mark zur Verfügung. Aber erst 1897 folgte die Ausschreibung eines Architektenwettbewerbs zu dem 47 Entwürfe eingingen. Am 6. Oktober 1897 fiel die Entscheidung für den ganz vom Zeitgeist der Jahre getragenen Entwurf von Hugo Behr. Mit seiner Versetzung nach Görlitz im Januar 1898 begann die Bauphase. Am 25. August 1900 konnte Richtfest gefeiert werden. Die Baukosten betrugen 527.600 Mark zuzüglich 224.600 Mark für den Ankauf der Standbilder und Büsten.
Die feierliche Eröffnung erfolgte durch Kaiser Wilhelm II. am 28. November 1902. Das Museum wurde am 1. Juni 1904 der Öffentlichkeit als Kaiser-Friedrich-Museum in der Görlitzer Oststadt übergeben.

## Bauliche Details

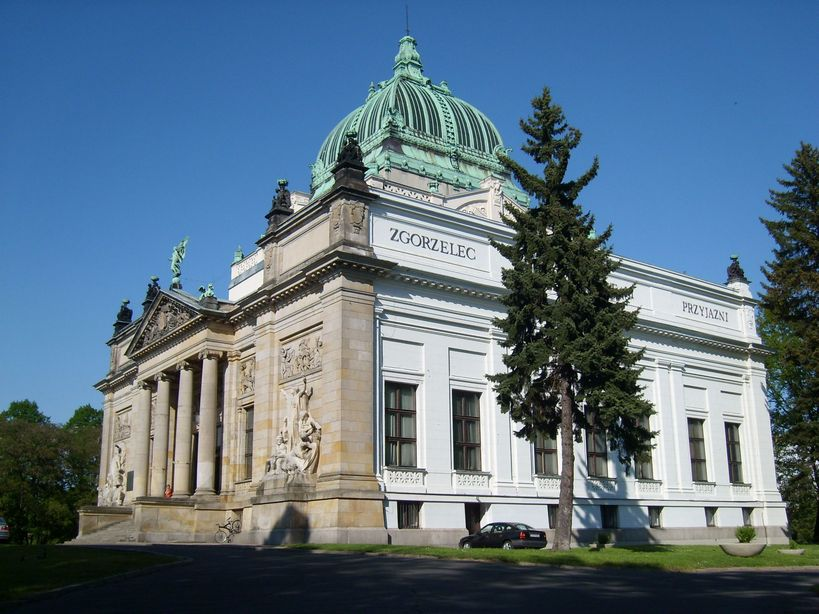
Seitenansicht

Die ca. 42 Meter hohe Kuppel mit einer vergoldeten Kaiserkrone war der des Berliner Reichstagsgebäudes nachempfunden. 
Die zwei Figurengruppen „Krieg“ und „Frieden“ an der Außenfassade wurden von Hugo Lederer aus Berlin geschaffen. Von Bildhauer Reinhard Schnauder aus Dresden stammen die darüber befindlichen Reliefs „Schrecken des Krieges“ und „Segnungen des Friedens“ ebenso wie der dazwischen liegende Figurenfries „Nord- und Süddeutschland huldigen der Germania“, das Giebelfeld, die Victoria über dem Giebel, die Gruppen „Kunst“ und „Geschichte“ an der Seitenfront.
Durch eine wappengeschmückte Vorhalle betrat man die eigentliche Ruhmeshalle mit einer lichten Höhe von etwa 21 Metern. Oberhalb der Haupttreppe stand das Doppelstandbild der Kaiser, modelliert von Johannes Pfuhl. Vor den Pfeilern, die die Galerie tragen, standen sechs Hermenbüsten der bei der Schaffung der deutschen Einheit beteiligten Bundesfürsten
- König Johann von Sachsen (von Reinhard Schnauder)
- König Albert von Sachsen (von Reinhard Schnauder)
- König Ludwig II. von Bayern (von Alexander Calandrelli)
- König Karl von Württemberg (von Karl Donndorf)
- Großherzog Friedrich von Baden (von Hermann Volz)
- Großherzog Friedrich Franz II. von Mecklenburg (von Ludwig Brunow)

Gegenüber dem Kaiserstandbild standen jene der „Reichseiniger“ Bismarck, Moltke und Roon, alle modelliert von Harro Magnussen.

## Nutzung
Die Gedenkhalle wurde u. a. für Ausstellungen genutzt, z. B. 1925 die Kunstschau des Lausitzer Künstlerbunds.
Während des Zweiten Weltkrieges war das Museum geschlossen. Nach dem Ende des Krieges entwendeten polnische Soldaten die Statuen. Seit 1948 wird das Gebäude als Dom Kultury (Kulturhaus) für die verschiedensten Veranstaltungen verwendet und bildet das kulturelle Wahrzeichen der 1945 gegründeten polnischen Stadt Zgorzelec. 1950 wurde hier das Görlitzer Abkommen über den Verlauf der deutsch-polnischen Grenze an Oder und Neiße zwischen der Deutschen Demokratischen Republik und der Volksrepublik Polen unterzeichnet. Eine Gedenktafel am Haupteingang erinnert daran.
In dem Gebäude finden Ausstellungen, Theateraufführungen und Musikkonzerte statt. Es beherbergt das Diskussionskino „POZA“ und in seiner unmittelbarer Nähe liegt in einer großen Parkanlage eine Freilichtbühne.
Seit 2000 halten die Räte von Görlitz und Zgorzelec in dem Museum gemeinsame Stadtratssitzungen ab.

## Weitere Informationen

### Führungen
- Sonnabends Führungen in polnischer Sprache
- Sonntags Führungen in deutscher Sprache

### Galerie

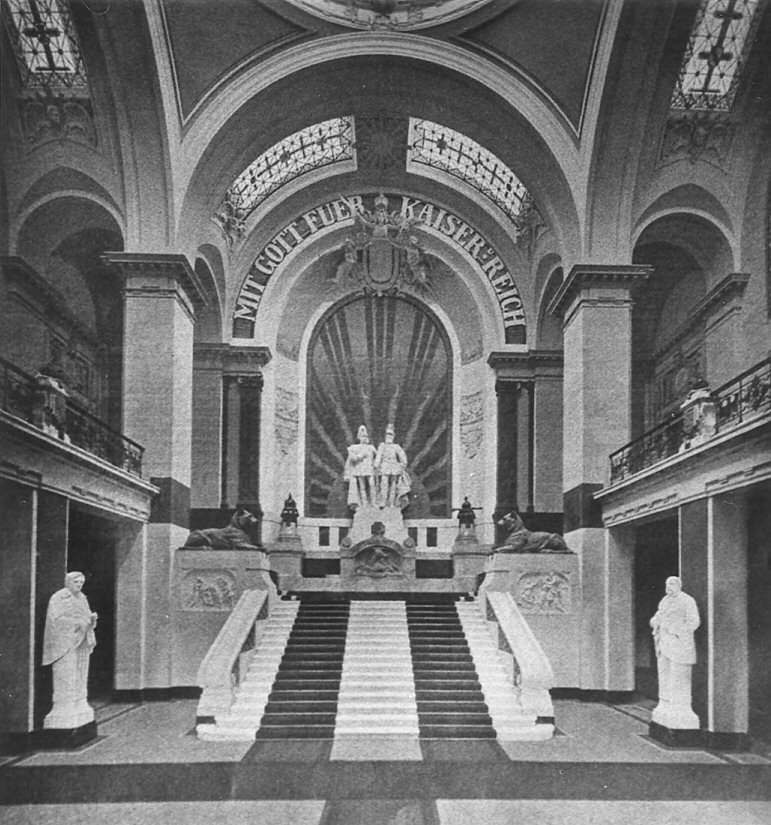
Die Gedenkhalle (Treppenhaus), Zustand bis 1945
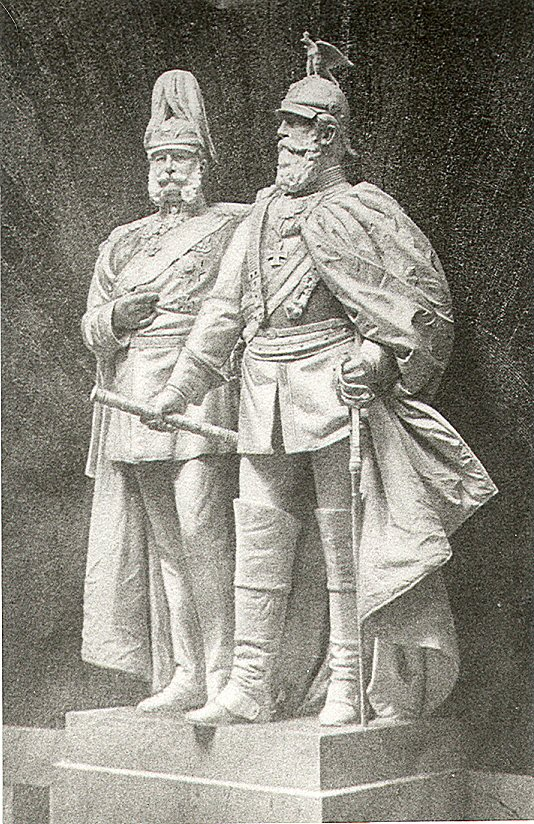
Das Zwei-Kaiser-Standbild von Bildhauer Johannes Pfuhl
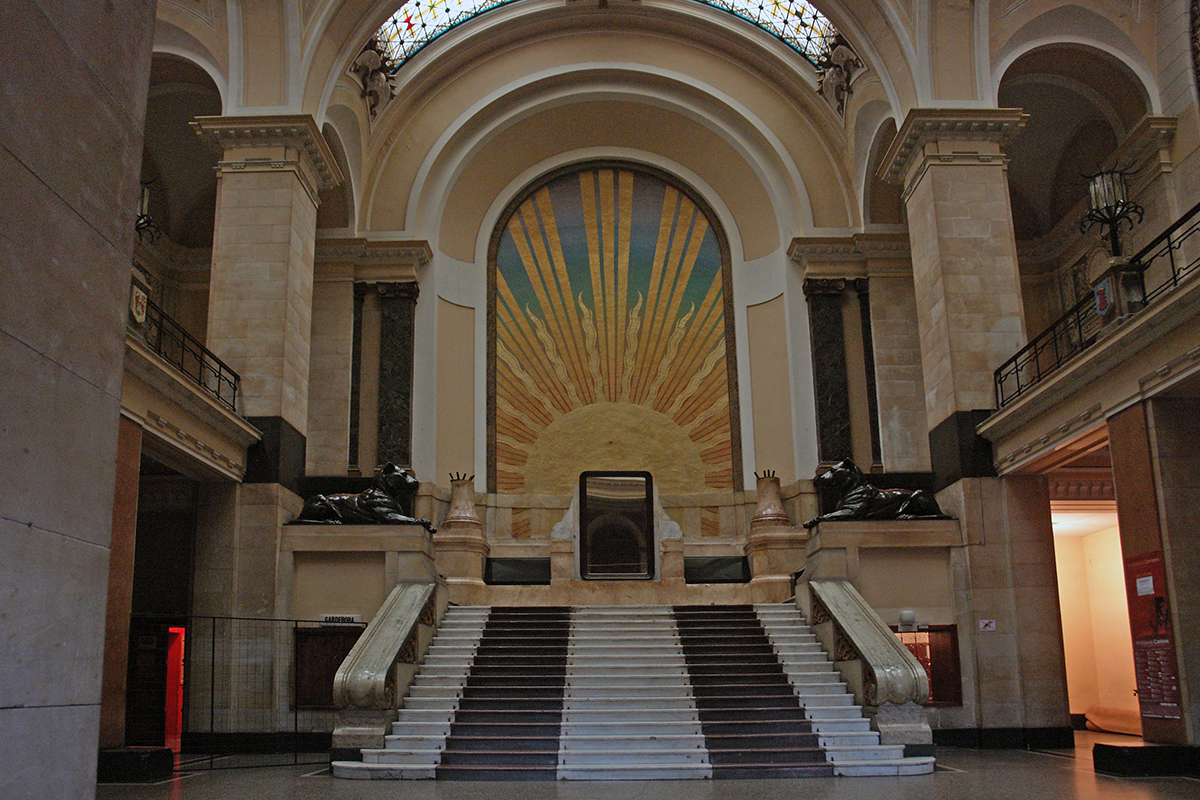
Treppenhaus, Zustand 2006
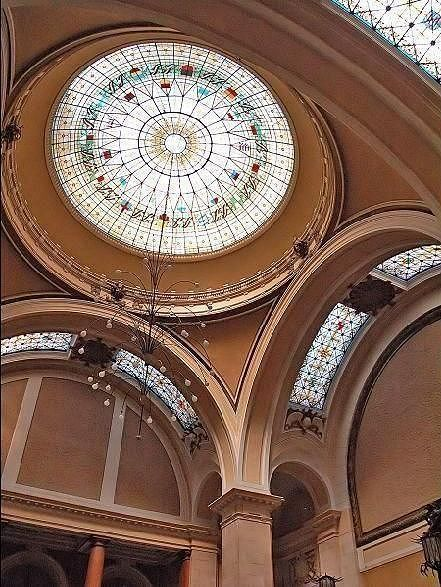
Kuppelfenster
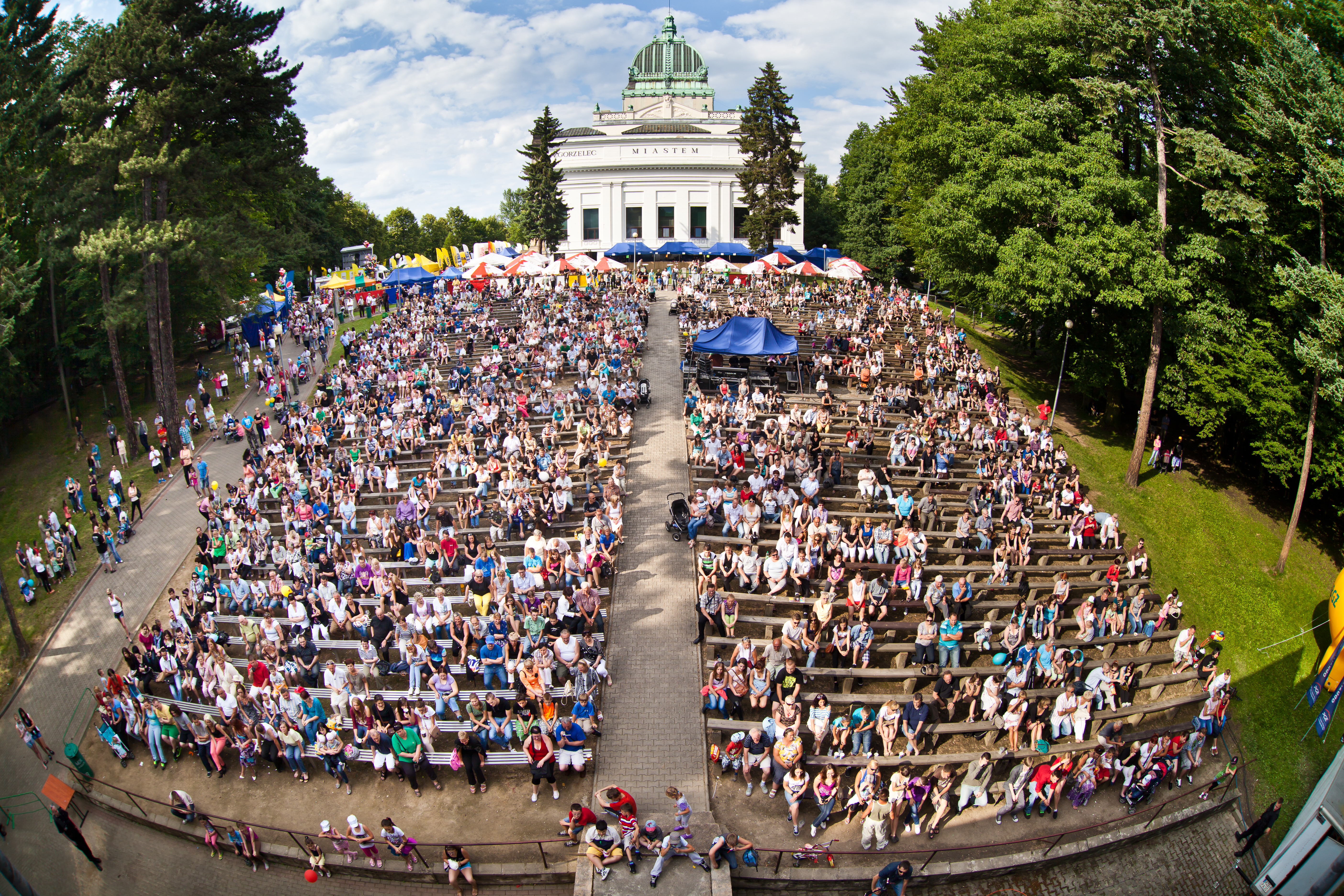
Freilichttheater, Sommer 2012